# Églises baptistes générales
Les Églises baptistes générales sont des Églises baptistes qui souscrivent à l'opinion de l'expiation illimitée ou générale, à savoir que Jésus-Christ est mort pour le monde entier et pas seulement pour les élus. Les baptistes généraux sont théologiquement arminiens, ce qui les distingue des baptistes réformés (également appelés «baptistes particuliers» en raison de leur croyance en la rédemption particulière).   

## Histoire
Les premiers baptistes, dirigés par John Smyth et Thomas Helwys à la fin du XVIe siècle et au début du XVIIe siècle, étaient baptistes généraux. Sous la direction de Helwys, ce groupe établit la première église baptiste en Angleterre à Spitalfields près de Londres. 
Le terme est également utilisé comme désignation pour des groupes spécifiques de baptistes.
En 1825, les opposants aux baptistes généraux de Caroline du Nord les surnommèrent « Free-willers » (terme dépréciatif désignant ceux qui rejettent la double-predestination). De ce fait, ceux-ci prirent plus-tard le nom d'Églises baptistes du libre arbitre,,.
Les baptistes généraux qui ont accepté l'existence d'une seconde œuvre de la grâce pendant le Mouvement de sanctification ont créé des confessions telles que la Ohio Valley Association of the Christian Baptist Churches of God ou la Holiness Baptist Association.

## Confessions baptistes générales
- General Six-Principle Baptists[4]
- Marianas Association of General Baptists
- New Connexion of General Baptists
- Old Baptist Union
- Certaines Églises baptistes indépendantes[8]
- National Association of Free Will Baptists[9]
- Original Free Will Baptist Convention
- United American Free Will Baptist Church[10]
- United American Free Will Baptist Conference
- Evangelical Free Baptist Church
- Ohio Valley Association of the Christian Baptist Churches of God
- Holiness Baptist Association